# Giuseppe Dordoni
Giuseppe "Pino" Dordoni (* 28. Juni 1926 in Piacenza; † 24. Oktober 1998 ebenda) war ein italienischer Leichtathlet und Olympiasieger.
Bei den Olympischen Spielen 1948 war Dordoni Neunter im 10.000-Meter-Bahngehen. Seinen ersten großen Titel gewann er bei den Europameisterschaften 1950 im 50-km-Gehen. Zwei Jahre später wurde Dordoni dann bei den Olympischen Spielen 1952 in Helsinki Olympiasieger über 50 km. 1956 wurde Dordoni Neunter im 20-km-Gehen und 1960 wurde er über 50 km noch einmal Siebter.
Der erste italienische Olympiasieger im Gehen war Ugo Frigerio, Giuseppe Dordoni setzte dann die italienische Gehertradition nach dem Zweiten Weltkrieg fort. Bei seiner letzten Olympiateilnahme 1960 wurde sein Landsmann Abdon Pamich Dritter, der dann 1964 Olympiasieger wurde.